# Erich Schumacher
Erich Schumacher (* 24. Dezember 1908 in Kenzingen bei Freiburg i. Br.; † 5. September 1986 in Essen) war ein deutscher Theaterintendant.

## Laufbahn
Nach seinem Abitur am Essener Gymnasium Borbeck im Jahr 1928 studierte Erich Schumacher Theaterwissenschaft, Kunstgeschichte, Germanistik und Geschichte an der Universität Köln, wo er am 22. Juli 1933 mit einer Arbeit über Shakespeare promoviert wurde. Im selben Jahr trat er der NSDAP bei.
Im Jahr 1938 erschien seine Inaugural-Dissertation als Band 22 in der Schriftenreihe „Die Schaubühne“ unter dem Titel Shakespeares Macbeth auf der deutschen Bühne. Darin wies er im Sinne der NS-Ideologie dem deutschen Theater die „größten völkischen Verpflichtungen und Aufgaben“ zu. Seiner Promotion zum Dr. phil. folgten Theaterengagements in Nordhausen, Saarbrücken und Gießen.
Als in der Zeit des Nationalsozialismus Erich Schumacher 29-jährig die Leitung des Theaters in Kaiserslautern übernahm (1938), war er Deutschlands jüngster Intendant. Für die Jahre 1940 bis 1945 wechselte er als Intendant an die Städtischen Bühnen Mönchengladbach-Rheydt, von 1949 bis 1958 wirkte er dann als Generalintendant der Vereinigten Städtischen Bühnen Krefeld-Mönchengladbach.
Von 1958 bis 1974 war Schumacher in gleicher Funktion an den Städtischen Bühnen Essen tätig. Gemeinsam mit seiner Dramaturgin Ilka Boll setzte er künstlerische Akzente, die das Theater in Essen bis in die 1980er Jahre prägten. So arbeitete er u. a. langjährig mit dem Generalmusikdirektor Gustav König sowie den Regisseuren Paul Hager, Claus Leininger und dem Choreographen Boris Pilato zusammen.
Mit seiner Zeit in Essen sind darüber hinaus die Namen von Jean Genet, Paul Claudel, Rolf Hochhuth und Peter Weiss verknüpft, deren Stücke in Essen teils sogar  uraufgeführt wurden.
Schumachers Nachkriegswerk ist nach Einschätzung der Forschung im Gegensatz zu seiner frühen NS-geprägten Schaffensphase „eine demokratische Vorzeigepraxis“ für den Wiederaufbau eines demokratischen Staates.